# 道の駅半布里の郷 とみか
道の駅半布里の郷 とみか（みちのえき はにゅうりのさと とみか）は、岐阜県加茂郡富加町にある国道418号の道の駅である。

## 概要
本駅は岐阜県南部の富加町にある。沿道は福井県大野市と長野県飯田市を結ぶ国道418号線。国道418号線は「日本最凶の酷道」と呼ばれる通行困難な道路だが、本駅周辺は整備が行き届いており安全に走行することが出来る
日本最古の戸籍「半布里戸籍」ゆかりの地にあり、農産物や黒米を使った特産品を揃える。その戸籍に残されたと思われる7～8世紀の古代の村の遺跡も発掘されており、これらの出土品は富加町郷土資料館に展示されている。施設は古代飛鳥をイメージした色調となっており、多目的広場では、色々なイベントを提供している。

## 施設
- 駐車場
  - 普通車 : 34台
  - 大型車 : 4台
  - 身体障害者用 : 1台
- トイレ
- 公衆電話
  - 駐車場、トイレ、公衆電話は24時間利用可能
- 情報コーナー
- レストラン
  - モーニング : 9時00分〜11時00分
  - 食事 : 11時30分〜14時00分
- 農産物直売所
- 記念きっぷ（正面カウンターで販売している）

### 主な販売品目
富加町在住の方のみの出荷。
- 春
  - いちご
- 夏
  - ナス、キュウリ、インゲン、甘長、とうもろこし
- 秋
  - サツマイモ、栗、柿、干し柿
- 冬
  - 白菜、里芋、黒豆
- その他
  - かぶ、大根、ブロッコリー、ホウレン草など
- 自慢の逸品
  - イチゴ、ハクサイ、サトイモ、ナス、ダイズ

### 特産物
- 米寿庵[4]の古代米を使用したおまんじゅう
  - 紅ごま（黒ごまあん）
  - 穂の香（つぶあん）
  - 紫の舞い(枝豆あん)
- 黒米朴葉寿し
- 朴葉味噌
- 富加手作り豆味噌
- カボチャのシフォンケーキ
  - 富加町の農家さんが栽培したカボチャや季節の果物を使用したシフォンケーキ
- 和菓子処 緑水庵[5]の堂上蜂屋柿 飛あゆ
- 鮎の甘露煮
- 松井屋酒造場[6]の黒米酒・赤米酒
- 松井屋酒造場の梨のリキュール
- いちごジャムなど

## 休館日
- 毎週水曜日（祝日の場合は翌日）
- 年末年始（12月31日～1月3日）

## アクセス
- 国道418号 - 登録路線
  - 岐阜県道346号富加坂祝線
- 長良川鉄道富加駅から徒歩数分

## 周辺
- 大梅寺（身代り観音）